# Galena (Alaska)
Galena ist ein in der Yukon-Koyukuk Census Area im US-Bundesstaat Alaska gelegener Ort mit dem Status City mit 472 Einwohnern (2020).

## Geographie
Galena liegt am Nordufer des Yukon Rivers, 53 Kilometer östlich von Nulato. Die Entfernung zu Fairbanks im Osten beträgt 435 Kilometer.

## Geschichte
Athabasken unterhielten in der Gegend zunächst einen kleinen Handelsplatz für Fischereiprodukte. Als in der Region Bleierz gefunden wurde, gründeten Minenarbeiter im Jahr 1918 den Ort und nannten ihn in Anlehnung an das Galenit (englisch: galena) nun ebenfalls Galena. Eine Schule wurde Mitte der 1920er Jahre gegründet, ein Postamt 1932 eröffnet. Das Galena Air Field wurde im Zweiten Weltkrieg gebaut und trug zum Anwachsen der Einwohnerzahl bei. Im Jahr 1993 ging die Air Force Station in den Interimsstatus. Sie wird seitdem in erster Linie für Trainingsprogramme der Air Force, der Armee und der Marine, Missionen der Nordamerikanischen Luftverteidigung und der US-Küstenwache und für Rettungseinsätze genutzt.
In Galena kam es zu Zeiten der Schneeschmelze wiederholt zu erheblichen Schäden durch angestautes Hochwasser. Die in dieser Hinsicht bisher größte Flutkatastrophe ereignete sich im Jahr 2013. Weil ein 50 Kilometer langes Eisfeld auf dem Yukon kein Wasser abfließen ließ, kam es in Galena zu so erheblichen Überschwemmungen, dass nahezu der gesamte Ort evakuiert werden musste. Die Wassermassen haben in der Ortschaft Häuser aus ihren Fundamenten gehoben, Straßen überflutet und Gebäude zerstört. Die Strom- und Wasserversorgung wurde unterbrochen.
Der Ort wird zunehmend auch für den Tourismus erschlossen und in erster Linie von Wassersportlern, Naturforschern, Anglern und Jägern besucht. Galena ist auch ein Kontrollpunkt (Checkpoint) im Rahmen des Iditarod, des weltweit längsten Hundeschlittenrennens, ist jedoch nur in den geraden Jahren auf der nördlichen Route ein Teil der Strecke. Auch ein Iron Dog Race genanntes Schneemobilrennen führt durch Galena.

## Demografische Daten
Im Jahre 2014 wurde eine Einwohnerzahl von 468 Personen ermittelt, was eine Abnahme um 30,7 % gegenüber dem Jahr 2000 bedeutet. Der Rückgang erklärt sich primär dadurch, dass nach der Flutkatastrophe von 2013 viele der evakuierten Bewohner nicht wieder nach Galena zurückkehrten. Das Durchschnittsalter der Bewohner lag im Jahre 2014 mit 38,9 Jahren über dem Durchschnittswert von Alaska, der 33,5 Jahre betrug. Der Anteil der auf die Ureinwohner zurückzuführenden Einwohner betrug zu diesem Zeitpunkt 62,6 %.